# Жорж Дюмезил
Жорж Дюмезил (на френски: Georges Dumézil) е френски компаративен филолог известен най-вече с анализа си на суверенитета и властта в протоиндоевропейската религия и общество. Неговият принос е основен за митографията, в частност неговата формулировка за трифункционалната хипотеза за социалната класа.

## Биография
Роден е на 4 март 1898 година в Париж, Франция. Завършва класическа филология в Екол нормал през 1919 и в следващите години преподава френски език във Варшавския университет. След завръщането си, под ръководството на Антоан Мейе, през 1924 г. се хабилитира като публикува и двата си докторски труда: Le Festin d'immortalité и Le Crime des Lemniennes. Rites et Légendes du monde égéen.
От 1925 г. е лектор в Истанбул, където преподава история на религиите, а през 1931 се премества за две години в Упсала, където отново преподава френски език. Във Висшата практическа школа в Париж преподава сравнително религиознание. Там през 1938 г. за първи път излага трифункционалната си хипотеза.
През 1941 г. е временно отстранен от преподаване, тъй като признава, че членува в масонска ложа. През 1949 в Колеж дьо Франс е създадена Катедра по индоевропеистика, в която чете лекции през следващите две десетилетия и до своето пенсиониране. През следващите години пътува и изнася лекции, като в същото време обобщава и окрупнява публикуваните през годините свои трудове.
През 1978 г. е избран за член на Френската академия. Още през 1955 получава първата от четирите си титли хонорис кауза. Почетен член е и на редица престижни институции.
В началото на 80-те години срещу Дюмезил се формулират политически обвинения, свързани с неговото минало, но които са оборени от публикувана през 1992 г. книга.
Умира на 11 октомври 1986 година в Париж на 88-годишна възраст.

## Трудове и идеи
Изследванията на Дюмезил изхождат от сравнителното езикознание, но се разширяват към историята, културологията и антропологията. В много отношения неговите работи се близки със структурализма, макар че Дюмезил сам отказва да се определя чрез това течение.
От края на 30-те години Дюмезил разработва трифункционалната хипотеза, която остава като негово основно постижение. Но след като в течение на половин век той доработва, уточнява и допълва тази своя идея, формулировките от различни периоди се оказват несъгласувани, така че критиците оспорват научната ѝ валидност.
Един от първите значими приноси на Дюмезил е описанието на изчезналия днес убихски език, за който той предлага транскрипция и съставя граматика. Към това свое изследователско начинание той се връща неколкократно през годините.